# Tripo Kokolja
Tripo Kokolja, bokeljski slikar, * 1661, Perast, Črna gora, 
† 1713, Korčula (Hrvaška).
Kokolja, ki se v nekaterih virih navaja tudi kot Trifun Kokoljić ali (Cocoglia), se je šolal v Benetkah in osvojil t. i. poznobaročno italijansko tehniko slikanja. Kokoljevo najpomembnejše delo je ciklus 70 velikih in manjših slik poslikave cerkvice  na otočku Gospa od Škrpjela. Kasneje je Kokolja delal še poslikave cerkvic na Bolu in Korčuli.